# Ready?
Singles de Tommy heavenly6
Hey my friend
(2004) I'm Gonna Scream+
(2006)
Ready? est le 3e single de Tommy heavenly6 sorti le 20 juillet 2005 au Japon. Il atteint la 15e place du classement de l'Oricon et reste classé pendant 4 semaines. Ready? et Gimme All of Your Love !! se trouvent sur l'album Tommy heavenly6 et sur la compilation Gothic Melting Ice Cream's Darkness "Nightmare".
Toutes les paroles sont écrites par Tommy heavenly6.
| 1. | Ready?                         |  |
| 2. | Gimme All of Your Love !!      |  |
| 3. | Ready? (Original Instrumental) |  |